# Paramaradża IX
Paramaradża IX, Ang Sur (? - 1672) – król Kambodży z dynastii Warmanów panujący w latach 1658–1672. Osadzony na tronie przez Wietnamczyków, toczył następnie z nimi walki. Drugi syn księcia-regenta Paramaradży VIII.
W 1658 książę Ang Sur, późniejszy Paramaradża IX wraz z bratem księciem Ang Czanem podniósł bunt przeciwko owi Ramadhipatiemu I, lecz poniósł klęski w wielu bitwach i został wyparty na wschodnie krańce Kambodży. Uzyskana przez nich zbrojna pomoc wietnamska pozwoliła zbuntowanym książętom pokonać króla Ramadhipatiego I, a Ang Surowi koronować się na króla Kambodży pod imieniem Paramaradża IX.
Zdobyta przez Wietnamczyków stolica Kambodży Udong została przez nich ograbiona, co obudziło niezadowolenie Kambodżan. W rezultacie Paramaradża IX stanął na czele walki z Wietnamczykami, których pobił w bitwie pod klasztorem Sbeng. W odpowiedzi Wietnamczycy uwolnili z niewoli Ramadhipatiego I i postawili go na czele korpusu ekspedycyjnego, jednak śmierć byłego króla Kambodży udaremniła plany zdobywcze rodu Nguyễn w stosunku do Kambodży. W 1660 król Paramaradża IX stłumił w prowincji Thbong-Khmun bunt czamskich i malajskich najemników swego poprzednika. 1 II 1665 podpisał z posłami holenderskimi układ o pokoju, przyjaźni i handlu.
W 1672 król zginął w wyniku spisku dworskiego na czele którego stał jego siostrzeniec Padumaradża II.